# 陈瑚 (崇祯举人)
陈瑚（1613年—1675年），字言夏，号确庵、无闷道人、顽潭主人、七十二潭渔父。南直隸太仓州人，明末清初學者。

## 生平
生于万历四十一年（1613年），少承家学，贯通五经，十五岁与陆世仪等交，论学相辩驳。崇祯十五年（1642年）中式壬午科應天鄉試举人。清康熙八年（1669年），朝廷诏举隐逸，陈瑚為知州上報姓名，力辭不就。康熙十四年（1675年）卒，年六十三岁。

## 身后
门人私谥其为“安道先生”。
巡抚汤斌將陈瑚故居改建成安道书院。

## 著作
著有《条教》、《条议》、《开江书》、《筑堤书》、《治纲》、《荒政全书》、《圣学入门书》、《讲学全规》等書。